# Навчально-науковий інститут економіки Національного університету «Чернігівська політехніка»
Навчально-науковий інститут економіки Національного університету «Чернігівська політехніка» — структурний підрозділ Національного університету «Чернігівська політехніка».
Заснований в 1994 році як Чернігівський державний інститут економіки і управління на базі Чернігівського інституту регіональної економіки і управління. В 2014 році інститут було приєднано до Чернігівської політехніки.

## Історія

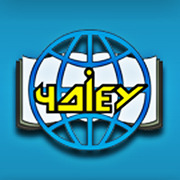
Логотип Чернігівського державного інституту економіки і управління

Чернігівський державний інститут економіки і управління створений постановою Кабінету Міністрів України від 19 вересня 1994 року № 641 на базі Чернігівського інституту регіональної економіки і управління як окремий заклад вищої освіти. Містяни у побуті називають виш «Регіоналка».
За час його існування інститут очолювали: заслужений працівник освіти України, кандидат технічних наук Суховірський Борис Іванович (1994—2002); доктор технічних наук, професор Боровий Валентин Олександрович (2002—2007); доктор економічних наук, професор Каленюк Ірина Сергіївна (2008—2013); доктор технічних наук, професор Казимир Володимир Вікторович (2013—2014).
На підставі наказів Міністерства освіти і науки України від 5 лютого 2014 року № 103, 23 квітня 2014 року № 510 інститут увійшов до складу Національного університету «Чернігівська політехніка» у якості його структурного підрозділу.

## Структура інституту
- Кафедра бухгалтерського обліку, оподаткування та аудиту
- Кафедра теоретичної та прикладної економіки
- Кафедра фінансів, банківської справи та страхування
- Кафедра фінансово-економічної безпеки
- Кафедра іноземних мов професійного спрямування
- Кафедра філософії і суспільних наук